# Triaenodes scottae
Triaenodes scottae är en nattsländeart som beskrevs av Francois-Marie Gibon 1982. Triaenodes scottae ingår i släktet Triaenodes och familjen långhornssländor. Inga underarter finns listade i Catalogue of Life.